# Kaszgar (prefektura)
Kaszgar (chiń. 喀什地区; pinyin: Kāshí Dìqū; ujg. قەشقەر ۋىلايىتى, Qeshqer Wilayiti) – prefektura w Chinach, w regionie autonomicznym Sinciang. Siedzibą prefektury jest Kaszgar. W 1999 roku liczyła 484 529 mieszkańców.

## Podział administracyjny
Prefektura Kaszgar podzielona jest na:
- miasto: Kaszgar,
- 10 powiatów: Shufu, Shule, Yengisar, Zepu, Shache, Yecheng, Makit, Yopurga, Gashi, Bachu,
- powiat autonomiczny: Taxkorgan.